# Sozialistische Eheschließung
Die Sozialistische Eheschließung wurde seit den 1950er Jahren in der DDR als Alternative zur kirchlichen Trauung und der einfachen standesamtlichen Trauung propagiert.
Die Eheschließung war ein Festakt gemäß der Verordnung über Eheschließung und Eheauflösung (GBl, S. 849 vom 24. November 1955), der von den „Beauftragten für Personenstandswesen“ (= Standesbeamten) nach einem bestimmten Ritus vorgenommen wurde. Dabei fand in einem Kulturhaus bzw. im Betrieb der Ehepartner zunächst die standesamtliche Trauung statt (Ansprache des Betriebsleiters bzw. Parteisekretärs, Geschenke, Chor). Angehörige bewaffneter Organe sollten dabei immer Uniform tragen. Im Anschluss an die Trauung besuchte das Brautpaar ein Denk- oder Ehrenmal für die gefallenen sowjetischen Soldaten, wo sie den Brautstrauß als Zeichen der Verbundenheit und Staatstreue niederlegten.
Im Gegensatz zur Jugendweihe, die sich als humanistisch geprägter nichtkirchlicher Übergangsritus bis heute etabliert hat, fand die Sozialistische Eheschließung fast keine Verbreitung.